# Carsten Høi
Carsten Høi (ur. 16 stycznia 1957 w Kopenhadze) – duński szachista, arcymistrz od 2001 roku.

## Kariera szachowa
Jest trzykrotnym złotym medalistą indywidualnych mistrzostw Danii, tytuły mistrzowskie zdobył w latach 1978, 1986 i 1992. Pomiędzy 1978 a 1996 rokiem pięciokrotnie reprezentował barwy swojego kraju na szachowych olimpiadach oraz dwukrotnie na drużynowych mistrzostwach Europy.
W 1979 r. samodzielnie zwyciężył, a w 1997 r. podzielił I miejsce w tradycyjnym otwartym turnieju Politiken Cup w Kopenhadze. W 2002 r. zwyciężył w kolejnym turnieju open rozegranym w Kopenhadze. W 2004 r. podzielił II miejsce w turnieju The North Sea Cup w Esbjergu, natomiast w 2005 r. zajął II miejsce (za Nickiem de Firmianem) w kolejnym turnieju open w Taastrup. W 2009 r. podzielił III m. (za Jurijem Drozdowskim i Thorstenem Michaelem Haubem, wspólnie z Mirosławem Grabarczykiem) w turnieju Scandinavian Open w Kopenhadze.
Najwyższy ranking w karierze osiągnął 1 lipca 1989 r., z wynikiem 2510 punktów zajmował wówczas 4. miejsce wśród duńskich szachistów.